# Долно-Драглиште
Долно-Драглиште (болг. Долно Драглище) — село в Благоевградской области Болгарии. Входит в состав общины Разлог. Находится примерно в 7 км к северо-востоку от центра города Разлог и примерно в 36 км к востоку от центра города Благоевград. По данным переписи населения 2011 года, в селе  проживало 643 человека.

## Население
| Год     | 1934 | 1946 | 1956 | 1965 | 1975 | 1985 | 1992 | 2001 | 2011 |
| ------- | ---- | ---- | ---- | ---- | ---- | ---- | ---- | ---- | ---- |
| Жителей | 636  | 720  | 637  | 830  | 889  | 721  | 822  | 798  | 643  |

| Национальность  | Человек | Процент |
| --------------- | ------- | ------- |
| болгары         | 562     | 90,35%  |
| цыгане          | 48      | 7,72%   |
| другие          | 5       | 0,8%    |
| не определились | 7       | 1,13%   |
| Всего ответов   | 622     |         |

|  |